# Say So (Doja Cat)
Say So è un singolo della rapper statunitense Doja Cat, pubblicato il 24 gennaio 2020 come quinto estratto dal secondo album in studio Hot Pink.

## Descrizione
Say So è composto in chiave Re maggiore ed ha un tempo di 116 battiti per minuto. Il brano è basato su un campionamento della canzone Good Times degli Chic del 1979 ed è influenzato dalla disco e dal funk degli anni settanta e dalla moderna musica house.

## Promozione
Il 26 febbraio 2020 Doja Cat ha eseguito Say So al Tonight Show di Jimmy Fallon, accompagnata da due ballerine e su un palco ricco di sfere da discoteca. Durante l'esibizione ha ripreso alcuni movimenti di danza dalla virale challenge legata alla canzone. Il 4 aprile 2020 si è esibita con il brano per MTV Push. Il 4 maggio successivo è stata caricata tramite il canale YouTube della rapper una performance per Vevo Lift, tenutasi in una stanza completamente rosa. Una settimana dopo l'ha presentato alla semifinale di The Voice. Ha poi incluso la canzone in un medley in varie cerimonie di premiazione, come gli MTV Video Music Awards il 30 agosto 2020, gli MTV Europe Music Awards l'8 novembre 2020 e i Billboard Music Awards il 15 ottobre 2020. Il brano è stato successivamente esibito anche ai Grammy Award del 14 marzo 2021.

## Accoglienza
Lucy Shanker di Consequence ha descritto Say So come una «classica hit pop». Nerisha Penrose di Elle ha scritto che offre una «buona dose di nostalgia». Clash ha lodato le abilità vocali della rapper, definendole «perfette».

## Video musicale
Il video, diretto da Hannah Lux Davis, è stato reso disponibile il 27 febbraio 2020. Il video è a tema disco: ambientato nella Los Angeles degli anni settanta, mostra la rapper che indossa vari abiti stravaganti mentre balla e porta a passeggio una tigre. Haley Sharpe, la ragazza che ha ideato la danza del brano divenuta virale su TikTok, compare in un breve cameo nel video, così come il ballerino Donté Colley.

### Sinossi
Nella prima parte del videoclip, Doja Cat canta sulle note della canzone davanti al tramonto, mentre corteggia un uomo che ripara il suo giradischi, indossando vestiti provocanti: uno a schiena scoperta, uno argento e sbiadito ed uno decorato con farfalle. In una scena ambientata in piscina ricrea il ballo TikTok che ha reso la canzone virale accompagnata da altre ragazze. In seguito, quando il sole tramonta, si incontra nuovamente con il suo interesse amoroso: questa volta in una discoteca dove Doja entra con una tigre al guinzaglio. Insieme ad un gruppo di ragazzi, continua a ballare fino al termine del brano.

### Accoglienza
Teen Vogue ha ritenuto il video «probabilmente il migliore della rapper». Genius l'ha definito «un video throwback». Popdust ha paragonato le scene che hanno luogo in discoteca al film La febbre del sabato sera.

## Tracce
Testi e musiche di Amala Zandile Dlamini, Lukasz Gottwald e Lydia Asrat.
Download digitale, streaming
1. Say So – 3:58

Download digitale, streaming – Jax Jones Midnight Snack Remix
1. Say So (Jax Jones Midnight Snack Remix) – 3:30

Download digitale, streaming – Friend Within Remix
1. Say So (Friend Within Remix) – 2:52

Download digitale, streaming – Snakehips Remix
1. Say So (Snakehips Remix) – 3:20

## Formazione
Hanno partecipato alle registrazioni, secondo le note di copertina:
- Doja Cat – voce
- Tyson Trax – produzione
- Mike Bozzi – mastering
- Clint Gibbs – missaggio

## Remix
Il 1º maggio 2020 viene pubblicata una versione remix del brano realizzata con la partecipazione della rapper trinidadiana Nicki Minaj.

### Pubblicazione
Il 29 aprile 2020 Doja Cat ha annunciato il remix tramite il proprio profilo Twitter, rivelandone nell'occasione anche un'anteprima. L'8 maggio 2020 è stata pubblicata la versione originale del remix, trapelata online ancora prima della messa in commercio di quella ufficiale, nella quale è assente il cambio di beat nel verso di Minaj.

### Descrizione
Il verso di Minaj presenta riferimenti a Naomi Campbell, Cassie e Lauryn Hill.

### Accoglienza
Jackson Lagnford di NME ha lodato l'aggiunta di Minaj nel remix, notandone «l'alta energia».

### Video musicale
In concomitanza con l'uscita del remix è stato reso disponibile un lyric video, seguito da un dance video pubblicato il 2 maggio successivo nel quale tre drag queen ballano sulle note del brano.

### Tracce
Download digitale, streaming
1. Say So (feat. Nicki Minaj) – 3:26

Download digitale, streaming – Original Version
1. Say So (feat. Nicki Minaj) (Original Version) – 3:26

## Successo commerciale
Il brano, ancor prima di essere pubblicato come singolo, ha iniziato a ricevere popolarità a dicembre 2019 grazie ad una challenge su TikTok.

### Stati Uniti d'America
Il 18 gennaio 2020 Say So ha esordito nella Billboard Hot 100 al numero 95, diventando la terza entrata della rapper nella classifica statunitense. Nella sua nona settimana il brano è entrato in top twenty al numero 16, per poi diventare la prima canzone dell'interprete ad entrare nella top ten di tale classifica grazie ad un notevole incremento degli ascoltatori radiofonici nonostante un lieve calo delle riproduzioni streaming e 6 000 copie digitali che hanno permesso a Say So di salire fino al 9º posto. Dopo altre tre settimane, il brano è salito in top five grazie ad un aumento delle riproduzioni in streaming a 15,2 milioni, 78,6 milioni di audience radiofonica e 6 000 copie digitali, per poi arrivare in vetta alla classifica dopo altre quattro settimane in seguito alla commercializzazione del remix con Nicki Minaj, grazie al quale ha totalizzato un'audience radiofonica pari a 96,2 milioni, 66 000 vendite pure e 30,3 milioni di stream, registrando in questo modo un aumento dei fattori rispettivamente del 6%, 966% e del 87% rispetto alla pubblicazione precedente e risultando la canzone più scaricata, la 2ª più ascoltata in radio e la 4ª più riprodotta in streaming della settimana. Di conseguenza è divenuta la prima numero per entrambe le interpreti, nonché la prima collaborazione rap femminile ad eseguire tale risultato e la sesta tra i duetti femminili. È inoltre diventato il 109º ingresso per Minaj, rendendola la quarta artista ad averne di più assieme ad Elvis Presley e quella ad averne accumulato di più prima di arrivare al vertice della classifica. La settimana successiva la canzone è scesa al 2º posto, seppur aumentando del 7% i propri ascoltatori radiofonici a 100,7 milioni. Ha totalizzato complessivamente 29 000 vendite pure e 26,2 milioni di stream, registrando in questo modo un calo di entrambi i fattori rispettivamente del 57% e del 14%. Ha mantenuto la medesima posizione per una seconda settimana consecutiva con 78,1 milioni di ascolti radiofonici, 16 000 copie pure e 24,3 milioni di riproduzioni stream.
Durante la prima metà del 2020 è risultato il 5º brano più venduto in pure e il 4º più riprodotto in streaming.

### Europa
Nel Regno Unito il brano ha fatto il proprio ingresso nella Official Singles Chart durante la settimana del 9 gennaio 2020 al numero 83, per poi entrare nella top ten nella settimana del 12 marzo 2020 alla 10ª posizione con 32 374 unità, registrando un incremento di vendite del 43,6% grazie alla diffusione del video musicale. Dopo essere salito alla 7ª posizione, che ha mantenuto per due settimane consecutive grazie a 28 959 unità di vendita distribuite durante la seconda, ha raggiunto un picco di 2 in seguito alla messa in commercio del remix con Nicki Minaj, totalizzando così 37 454 unità di vendita complessive. Dopo essere sceso di una posizione per una settimana, seppur aumentando le proprie vendite a 38 765, è tornato alla 2ª posizione con 37 026 unità. In Irlanda il singolo ha raggiunto il numero 4 nella sua decima settimana in classifica.
In Italia il brano è stato il 25º più trasmesso dalle radio nel 2020.

## Classifiche

### Classifiche settimanali
| Classifica (2020-23) | Posizione massima |
| -------------------- | ----------------- |
| Argentina            | 10                |
| Australia            | 4                 |
| Austria              | 21                |
| Belgio (Fiandre)     | 5                 |
| Belgio (Vallonia)    | 5                 |
| Bulgaria             | 6                 |
| Canada               | 3                 |
| Corea del Sud        | 104               |
| Croazia              | 3                 |
| Danimarca            | 9                 |
| Estonia              | 5                 |
| Finlandia            | 13                |
| Francia              | 9                 |
| Germania             | 33                |
| Grecia               | 13                |
| Irlanda              | 4                 |
| Islanda              | 5                 |
| Italia               | 45                |
| Lettonia             | 7                 |
| Libano               | 4                 |
| Lituania             | 5                 |
| Malaysia             | 2                 |
| Moldavia             | 179               |
| Norvegia             | 19                |
| Nuova Zelanda        | 3                 |
| Paesi Bassi          | 9                 |
| Polonia              | 32                |
| Portogallo           | 8                 |
| Regno Unito          | 2                 |
| Repubblica Ceca      | 18                |
| Romania              | 20                |
| Russia               | 3                 |
| Singapore            | 4                 |
| Slovacchia           | 24                |
| Slovenia             | 4                 |
| Spagna               | 80                |
| Stati Uniti          | 1                 |
| Svezia               | 17                |
| Svizzera             | 15                |
| Ucraina              | 43                |
| Ungheria             | 11                |

### Classifiche di fine anno
| Classifica (2020) | Posizione |
| ----------------- | --------- |
| Australia         | 10        |
| Belgio (Fiandre)  | 25        |
| Belgio (Vallonia) | 14        |
| Bulgaria          | 9         |
| Canada            | 8         |
| Croazia           | 16        |
| Danimarca         | 36        |
| Francia           | 40        |
| Irlanda           | 10        |
| Islanda           | 19        |
| Nuova Zelanda     | 12        |
| Paesi Bassi       | 52        |
| Portogallo        | 31        |
| Regno Unito       | 13        |
| Romania           | 68        |
| Russia            | 19        |
| Slovenia          | 24        |
| Stati Uniti       | 11        |
| Svezia            | 59        |
| Svizzera          | 56        |
| Ungheria          | 48        |
| Classifica (2021) | Posizione |
| Croazia           | 85        |
| Russia            | 151       |

### Classifiche di fine decennio
| Classifica (2020-29) | Posizione |
| -------------------- | --------- |
| Russia               | 74        |

## Date di pubblicazione
| Paese                 | Data            | Formato                      | Versione                                     | Etichetta     | Nota            |
| --------------------- | --------------- | ---------------------------- | -------------------------------------------- | ------------- | --------------- |
| Mondo                 | 17 gennaio 2020 | Download digitale, streaming | Jax Jones Midnight Snack Remix               | Kemosabe, RCA | [ 107 ]         |
| Mondo                 | 18 gennaio 2020 | Download digitale, streaming | Friend Within Remix                          | Kemosabe, RCA | [ 108 ]         |
| Regno Unito           | 24 gennaio 2020 | Contemporary hit radio       | Originale                                    | Kemosabe, RCA | [ 109 ]         |
| Stati Uniti d'America | 28 gennaio 2020 | Contemporary hit radio       | Originale                                    | Kemosabe, RCA | [ 110 ]         |
| Italia                | 31 gennaio 2020 | Contemporary hit radio       | Originale                                    | Sony Italy    | [ 111 ]         |
| Mondo                 | 3 aprile 2020   | Download digitale, streaming | Snakehips Remix                              | Kemosabe, RCA | [ 112 ]         |
| Mondo                 | 1º maggio 2020  | CD, 12"                      | Originale                                    | Kemosabe, RCA | [ 113 ] [ 114 ] |
| Mondo                 | 1º maggio 2020  | Download digitale, streaming | Remix (feat. Nicki Minaj)                    | Kemosabe, RCA | [ 115 ]         |
| Mondo                 | 8 maggio 2020   | Download digitale, streaming | Remix (feat. Nicki Minaj) (Original Version) | Kemosabe, RCA | [ 116 ]         |

## Riconoscimenti
- American Music Awards[117]
  - 2020 – Candidatura al video preferito

- BET Awards[118]
  - 2020 – Candidatura al video dell'anno

- BreakTudo Awards[119]
  - 2020 – Candidatura alla hit internazionale

- Grammy Awards[120]
  - 2021 – Candidatura alla registrazione dell'anno
  - 2021 – Candidatura alla miglior interpretazione pop solista

- MTV Video Music Awards[121]
  - 2020 – Candidatura alla canzone dell'anno
  - 2020 – Candidatura alla miglior regia